# ولادیمیر آستاپوفسکی
ولادیمیر آستاپوفسکی (روسی: Владимир Александрович Астаповский؛ ۱۶ ژوئیهٔ ۱۹۴۶ – ۱۲ آوریل ۲۰۱۲) بازیکن فوتبال اهل اتحاد جماهیر شوروی سوسیالیستی بود.
از باشگاه‌هایی که در آن بازی کرده‌است می‌توان به باشگاه فوتبال زسکا خاباروفسک، باشگاه فوتبال نفتچی باکو، و باشگاه فوتبال زسکا مسکو اشاره کرد.
وی همچنین در تیم ملی فوتبال شوروی بازی کرده‌است.